# Airball (jeu vidéo)
Pour le terme de basket-ball, voir Air ball.
 (mai 2019).
Si vous disposez d'ouvrages ou d'articles de référence ou si vous connaissez des sites web de qualité traitant du thème abordé ici, merci de compléter l'article en donnant les références utiles à sa vérifiabilité et en les liant à la section « Notes et références ».
Airball est un jeu vidéo sorti en 1987 et développé par Microdeal. D'abord sorti sur Dragon 32, le jeu a ensuite été porté sur Atari ST, Atari 8-bit, Amiga, PC et Game Boy Advance.
Appaloosa Interactive a travaillé sur un portage NES qui n'est jamais sorti.

## Trame
Le personnage principal, autrefois un homme, a été transformé par un magicien en une bulle de savon, si fine que le moindre contact peut la faire éclater. L'objectif du jeu est de récupérer un livre de sorts, qui contient la recette pour retrouver forme humaine, puis de réaliser cette recette en récupérant une liste d'objets. Le jeu entier se déroule dans un château.

## Système de jeu
Le joueur contrôle une bulle d'air, dont la taille diminue au cours du temps ; cette bulle peut se déplacer avec le joystick ou la souris en fonction du portage de jeu. Des pompes se trouvent dans les niveaux, permettant de faire grossir la bulle en y stationnant. Cependant, si la bulle devient trop grosse, elle éclate. Les niveaux contiennent aussi des pointes et des obstacles, avec lesquels le moindre contact fait éclater la bulle ; il est donc crucial pour le joueur d'être précis dans ses mouvements,.
Il est possible dans le jeu de ramasser des objets ; certains, comme la bougie ou la lampe de poche, permettent de voir dans les pièces non éclairées, tandis que d'autres, comme une tête de dragon, sont les ingrédients de la recette permettant de finir le jeu.